# Hello-a
Hello-a is de derde single van Mouth & MacNeal. Het is afkomstig van hun album Hello and thank you. Het is qua tekst een niemendalletje en werd de zomerhit van 1972.
Single en album verschenen ook in de Verenigde Staten. De single haalde de Billboard Hot 100; het album kreeg de titel Mouth & MacNeal II mee. Toen Hello-a de Europese hitlijsten aanvoerde, steeg How Do You Do tot nummer 8 in de Amerikaanse lijst.

## Hitnotering

### Nederlandse Top 40
Voordat het plaatje de hitparade beklom was het alarmschijf.
| Positie: | 7 | 2 | 1 | 1 | 1 | 1 | 1 | 1 | 3 | 7 | 16 | 30 | 36 | uit |

### NederlandseDaverende 30
| Positie: | 11 | 4 | 1 | 1 | 1 | 1 | 1 | 1 | 3 | 4 | 11 | 18 | uit |

### BelgischeBRT Top 30
| Positie: | 28 | 8 | 1 | 1 | 1 | 1 | 1 | 1 | 1 | 1 | 5 | 4 | 14 | uit |

### VlaamseUltratop 30
| Positie: | 25 | 17 | 4 | 1 | 1 | 1 | 1 | 1 | 1 | 1 | 3 | 6 | 10 | 17 | uit |

### NPO Radio 2 Top 2000
Hello-a stond alleen in 2000 in de NPO Radio 2 Top 2000, op plek 1833.